# Hermann Weyl
Hermann Klaus Hugo Weyl (1885-1955) là nhà toán học người Đức. Ông là nhà toán học đã áp dụng không gian vectơ để xây dưng hình học Euclid mới. Vẫn là loại hình học dùng phương pháp tiên đề, nhưng thay vì xét trên mặt phẳng, loại hình học này lại xét trong không gian. Đối tượng cơ bản được đưa ra trong hệ tiên đề của hình học này là điểm và vectơ (thay vì là đường thẳng). Đây là loại hình học được nhiều người tiếp nhận một cách thích thú và nó tỏ ra có ích cho toán học. Với nó, ta có thể mở rộng số chiều của không gian một cách dễ dàng và có thể sử dụng tốt lý thuyết tập hợp và lý thuyết phản xạ. Đồng thời các nhà hình học có thể áp dụng cấu trúc của đại số để phát triển hình học theo những hướng mới hơn.